# نطاق قاعي
النطاق القاعي أو نطاق القاع أو المنطقة القاعية (بالإنجليزية: Benthic zone)‏، هي المنطقة الإيكولوجية عند أدنى مستوى من الجسم المائي كالمحيط أو البحيرة، بما في ذلك سطح الرسوبيات وبعض الطبقات تحت السطحية. الكائنات الحية التي تعيش في هذه المنطقة تسمى القاعيات، مثل المجتمعات اللافقارية القاعية، بما في ذلك القشريات وكثيرات الأشعار. الكائنات الحية بشكل عام تعيش في علاقة وثيقة مع المنطقة السُفلى والكثير منها موصولة بشكل دائم مع القاع. إن الطبقة السطحية من التربة التي تبطن الجسم المعطى للماء، وهي الطبقة القاعية للحدود، تكون جُزءً لا يتجزأ من المنطقة القاعية، حيث أنها تؤثر بشكل كبير على النشاط البيولوجي الذي يحدث هناك. وتشمل أمثلة طبقات التربة الملامسة قيعان الرمل، والارتفاعات الصخرية، والمرجان، وغيرها.
تبدأ المنطقة القاعية للمحيطات عند خط الشاطئ (منطقة المد والجزر أو المنطقة الساحلية) وتمتد إلى أسفل على طول سطح الجرف القاري إلى البحر. وعلى حافة الجرف القاري، وعمقها حوالي 200 متر تقريباً، يزداد التدرج ويعرف باسم المنحدر القاري. ينحدر المنحدر القاري إلى قاع البحر العميق. يطلق على قاع البحر العميق السهول السحيقة ويبلغ عمقها حوالي 4000 متر. إن قاع المحيط ليس مستويًا بالكامل، ولكنه يحتوي على تلال غواصة وخنادق في أعماق المحيط تُعرف باسم منطقة الأخاديد القاعية العميقة.